# Organización territorial de Gabón

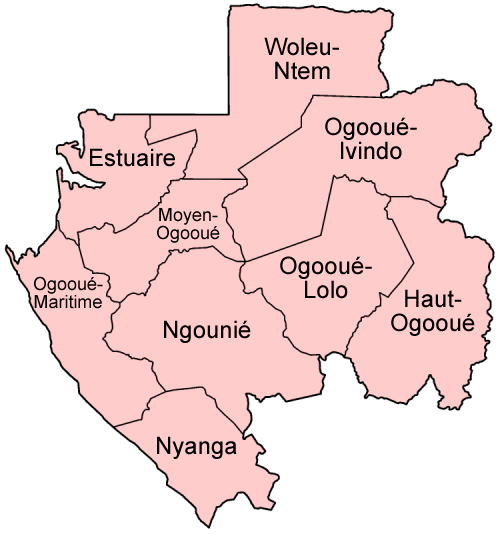
Provincias de Gabón.

Gabón, país de África, está subdividido en 9 provincias y éstas, a su vez, en 37 departamentos.
Como tercer nivel administrativo se encuentran los cantones (152), comunas (52), arrondissements (29), y distritos (26). Éstas unidades conforman los Departamentos de Gabón. Los arrondissements tienden a ser ciudades grandes como Libreville, en tanto las comunas son generalmente las áreas rurales circundantes. Los cantones son rurales y más pequeños que una ciudad y tienen una villa como centro administrativo. 